# Murray County, Georgia
Murray County är ett administrativt område i delstaten Georgia, USA, med 39 628 invånare. Den administrativa huvudorten (county seat) är Chatsworth.

## Geografi
Enligt United States Census Bureau så har countyt en total area på 898 km². 892 km² av den arean är land och 6 km² är vatten.

### Angränsande countyn
- Polk County, Tennessee - nordost
- Fannin County - nordöst
- Gilmer County - öst
- Gordon County - syd
- Whitfield County - väst
- Bradley County, Tennessee - nordväst